# Commenda (beneficio ecclesiastico)
La commenda designava un beneficio ecclesiastico affidato (dato in commendam appunto) a un secolare usufruttuario che la gestiva e ne godeva la rendita. Da ciò si deduce che la rendita fosse connessa a un grado ecclesiastico o a un grado cavalleresco assimilato.
L'istituto ebbe inizio in epoca carolingia: l'autorità laica, in particolare l'imperatore, si arroga il diritto di conferire le rendite del beneficium delle abbazie molto spesso ad un laico. Nei secoli successivi i pontefici riuscirono ad avocare al loro esclusivo diritto il potere di affidare le commende, ma ciò degenera spesso in abusi.  In Francia nel XV secolo si giunse ad affidare in commenda 1000 abbazie, contro solo 30 che avevano un abate regolare.
Con amarezza Giuseppe Picasso nota:
(G. Picasso, Commenda, p. 1247)

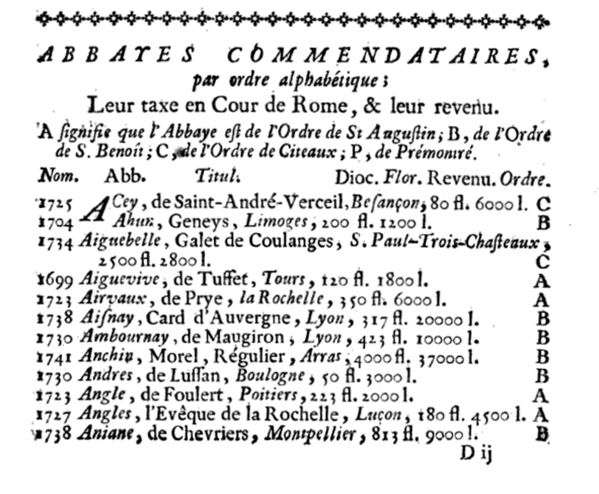
Elenco parziale degli abati commendatari in Francia nel 1742

Il Concilio di Trento proibì la riduzione a commenda di vescovati e parrocchie, ma per i monasteri e le abbazie non arrivò oltre ad un auspicio:
(Concilio di Trento, Sessione XXV (3-4 dicembre 1563), Decreto “De regularibus et monialibus”, capitolo 21, in Conciliorum Oecumenicorum Decreta, 783)

## Ordini cavallereschi
Negli ordini cavallereschi una «commenda» era un insieme di beni immobili e di risorse (ad esempio, un'abbazia in possesso di vari terreni ma che mancava di un vertice amministrativo poiché la carica di abate era vacante) che era affidata o data in commendam a un precettore, per fornire di reddito tutto l'Ordine di appartenenza o solo determinati cavalieri particolarmente distintisi. Si usò in tal caso, per designare il cavaliere beneficiario di una commenda, il termine commendatore, che in seguito divenne un grado cavalleresco. Esempi di tali commende sono la Commenda di San Giovanni di Pré e la Commenda di Sant'Eufrosino.